# شموع خضر إلياس
شموع خضر إلياس مسلسل تلفزيوني عراقي.

## الممثلون
- سهى سالم.
- فريال كريم.
- فرجينيا ياسين.
- نغم السلطاني.
- مناف طالب.
- أمل طه.
- ميس كمر.
- مازن محمد مصطفى.
- محمد طعمة التميمي.
- أحمد طعمة التميمي.
- خليل إبراهيم.
- سعد محسن.